# Mr. T
Mr. T, född Lawrence Tureaud den 21 maj 1952 i Chicago, Illinois, är en amerikansk skådespelare. Mr. T är mest känd för rollen som Rocky Balboas motståndare Clubber Lang i Rocky III och för rollen som B.A. Baracus i TV-serien The A-Team.
Innan han blev skådespelare arbetade han som dörrvakt och livvakt. Han har även wrestlat tillsammans med Hulk Hogan 1985–1987 och 1994–1995.
År 1995 drabbades han av cancer (lymfom) vilket han överlevde. Hans kända uttryck är "I pity the fool" (betyder "Jag tycker synd om den där dåren") som används i hans roll som James "Clubber" Lang och B.A. Baracus.
Under 2006 var han programledare i sin TV-serie I Pity the Fool. Han är numera pånyttfödd kristen och har bland annat medverkat i den kristna filmen Judgment (2001). År 2008 började Mr T också spela en karaktär för MMORPG-spelet World of Warcraft, där han gör reklam för spelet, som en modifierad ras (Nightelf Mohawk).

## Filmografi (urval)
- Det regnar köttbullar (röst) - 2010
- Not Another Teen Movie - 2001
- Judgment - 2001
- Spy Hard - 1996
- Freaked - 1993
- The A-Team - (TV 1983–1987)
- D.C. Cab - 1983
- Rocky III - 1982